# Symbolics

Firmenlogo

Symbolics Inc. war ein US-amerikanisches Computer-Unternehmen. Es war vor allem für die Entwicklung und den Vertrieb von Lisp-Maschinen – speziellen Computern zum Ausführen der Programmiersprache Lisp – in den 1980er- und 1990er-Jahren bekannt.
Nach der Insolvenz der Firma ist Symbolics ein Unternehmen im privaten Besitz, das das ehemalige Betriebsvermögen von Symbolics Inc. verwaltet. Symbolics bietet Wartungsverträge für noch betriebene Lisp-Maschinen an und Lizenzen für ihre Software, inklusive des Computeralgebrasystems Macsyma und einer Portierung der Lisp-Maschinen-Software Genera für Alpha-Prozessoren.

## Geschichte

### Gründungsgeschichte
1979 gründete Russell Noftsker Symbolics Inc., nachdem er sich mit Richard Greenblatt überworfen hatte. Greenblatt und Tom Knight entwarfen 1973 am MIT AI Lab, an dem auch Noftsker arbeitete, einen ersten Prototyp für eine Lisp-Maschine. Zunächst planten Greenblatt und Noftsker eine gemeinsame Unternehmung, dies scheiterte jedoch an Streitigkeiten über das Geschäftsmodell. Greenblatt gründete kurz darauf Lisp Machines Inc. (kurz LMI).
Beide Firmen rekrutierten ihr Personal zunächst vor allem aus anderen Mitarbeitern des MIT AI Labs. Zunächst hatte Symbolics auch keine eigenen Räumlichkeiten und die Mitarbeiter arbeiteten im MIT AI Lab weiter. Das MIT ließ Symbolics gewähren, weil Symbolics im Gegenzug die Software dem MIT frei zur Verfügung stellte. Dies führte dazu, dass das AI Lab quasi ausstarb. Dies verärgerte Richard Stallman, der am AI Lab arbeitete und durch die kommerziellen Interessen beider Firmen die Hacker-Kultur des AI Labs verloren sah. 1982 entschloss sich Symbolics, die Änderungen am Betriebssystem der Lisp-Maschinen, das sowohl LMI als auch Symbolics wegen der gemeinsamen Geschichte am AI Lab nutzten, nicht mehr frei zu veröffentlichen. Stallman, der die Schuld für den Niedergang des AI Labs vor allem bei Symbolics sah und Zugriff auf die Symbolics-Software und -Maschinen hatte, entschloss sich daraufhin, die Änderungen zu rekonstruieren und LMI zur Verfügung zu stellen – obwohl auch LMIs Änderungen nicht frei waren.
Die Lisp-Maschinen-Software basierte auf dem Maclisp-Dialekt. Wegen der vielen Änderungen der Programmiersprache bezeichnete Symbolics ihren Dialekt später als ZetaLisp. ZetaLisp diente als Basis für den Entwurf von Common Lisp. Spätere Lisp-Maschinen-Software konnte auch mit Common Lisp umgehen. 1982 wurde die auf der MIT CADR basierende Lisp-Maschine LM-2 eingeführt, die nur eine Übergangslösung zur wesentlich überarbeiteten 3600er-Familie darstellen sollte.

### Untergang von Symbolics
Durch die immer größere Leistung allgemeiner Mikroprozessoren und den sogenannten KI-Winter am Ende der 1980er- und Anfang der 1990er-Jahre geriet das Geschäft mit den Lisp-Maschinen in eine große Krise, was zum Ende vieler Hersteller von Lisp-Maschinen führte. Besonders hart betroffen wurde Symbolics durch das Ende des SDI-Projekts, bei dem die DARPA viele Projekte – vor allem im Bereich der Expertensysteme – finanziert hatte, die auf Maschinen und Software von Symbolics gesetzt hatten.
Ein weiteres Problem war, dass die auf Lisp-Maschinen entworfene Software nur auf Lisp-Maschinen lief. Die Kunden von Software, die für Lisp-Maschinen entworfen waren, mussten so ebenfalls teure Lisp-Maschinen kaufen, auf der wiederum nur die spezielle Software lief. Symbolics versuchte dem Problem entgegenzutreten, indem ein Lisp-System CLOE für IBM PC-Hardware entworfen werden sollte, das nur zur Ausführung von auf Lisp-Maschinen entworfener Software dienen sollte.
Interne Streitigkeiten sorgten dafür, dass das Management ausgewechselt wurde. In der Annahme von weiterem Wachstum wurden neue Büros und eine neue Fabrik gekauft, was sich wegen der Entwicklung auf dem Markt aber als fatale Fehlinvestition erwies.
Symbolics Inc. musste 1993 Insolvenz anmelden. Symbolics Technology Inc. wurde als Nachfolger gegründet, der die Wartung noch im Einsatz befindlicher Systeme, den Verkauf der letzten noch vorrätigen Systeme und die Lizenzierung der Symbolics-Software übernahm.
2005 starb der Besitzer von Symbolics Technology Inc., Andrew Topping. Seitdem versuchen einige ehemalige Symbolics-Mitarbeiter den Quellcode von Genera unter einer freien Lizenz zu veröffentlichen. Das US-Verteidigungsministerium zahlt derzeit (Stand 2013) immer noch für Wartungsarbeiten von Symbolics.

## Lisp-Maschinen von Symbolics

### LM-2
Die 1981 herausgebrachte LM-2 war eine MIT-CADR-Lisp-Maschine mit kleineren Verbesserungen, wie Fortran-77-Unterstützung, farbiger Grafik und einem LGP-1-Laserdrucker.
Die LM-2 kostete 70.000 US$ und rund 100 Stück wurden produziert, obwohl sie möglichst schnell durch die 3600er-Familie ersetzt werden sollte.

### 3600er-Familie

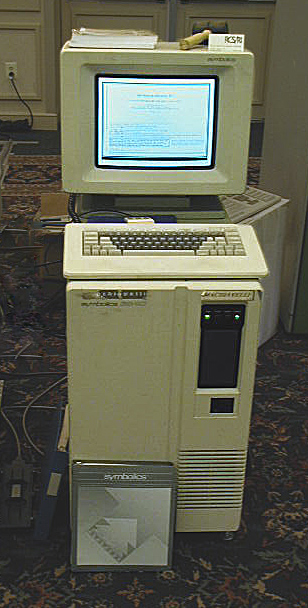
Symbolics-3640-Lisp-Maschine

Die 3600er-Familie von Symbolic-Lisp-Maschinen war im Gegensatz zur LM-2, die nur eine umverpackte MIT CADR darstellte, wesentlich überarbeitet worden. Die Maschinenwortbreite wurden auf 36 Bit erhöht (32 Bit Daten und 4 Bit Tag) und der Adressraum auf 28 Bit, was bis zu 1 GB virtuellen Speicher ermöglichte. Außerdem wurde spezielle Hardware für einige Instruktionen eingeführt, die in der CADR emuliert worden waren. Die Konsole wurde um einen größeren hochauflösenden Bildschirm und 16-Bit-Audio ergänzt. An neuer Software wurden ein Pascal-Toolkit, das CAS Macsyma, diverse Grafik-Programme und ein Prolog-Compiler eingeführt. Die 3600er-Maschinen wurden firmenintern l-machine und ab der 3650 g-machine genannt.
| Name | Erscheinungsjahr |
| ---- | ---------------- |
| 3600 | 1982             |
| 3670 | 1984             |
| 3640 | 1984             |
| 3675 | 1985             |
| 3645 | 1985             |

### Ivory
Ivory war ein VLSI-Mikroprozessor zur Ausführung von Lisp-Microcode, der als Basis für neuere Lisp-Maschinen diente, aber auch als Board für Workstations von Sun Microsystems (UX) und Apple Macintoshs (MacIvory) verfügbar war.
Ivory arbeitete mit 40 Bit großen Datenwörtern, wobei 8 Bit als Tag benutzt wurden und 32 Bit für Daten oder Adressen. Da nur ganze Wörter adressiert werden konnten, waren somit 4 Gigawords bzw. 16 GB virtueller Speicher möglich. Die Chips wurden von Hewlett-Packard produziert.
Mit Sunstone sollte ein RISC-basierter Nachfolger entworfen werden, ähnlich der von LMI geplanten K-Machine. Das Projekt wurde jedoch eingestellt.

#### Ivory basierte Lisp-Maschinen
1988:
- Macivory I
- XL400

1989:
- MacIvory II
- UX400

1990:
- XL1200
- UX1200

1991:
- MacIvory III
- Zora

1992:
- XL1201
- NXP1000 pizza box[11]

### Open Genera
Das Lisp-Maschinen-Betriebssystem Genera wurde 1992 für DEC Tru64 UNIX/Alpha-Systeme portiert. Open Genera war auf Alpha-Prozessoren wesentlich schneller als auf den letzten speziellen Lisp-Maschinen. Eine Lizenz kann immer noch von Symbolics erworben werden. Es existiert eine inoffizielle Portierung für Linux/x86_64.
Open Genera besteht aus ungefähr 1,5 Millionen Zeilen Code und ist in diversen Lisp-Dialekten geschrieben. Daher wurde bei der Portierung ein Lisp-Maschinen-Emulator entwickelt, da eine Portierung auf einen einzigen Dialekt massive Änderungen am Code erfordert hätte.

## Symbolics Graphics Division
Die Symbolics Graphics Division wurde 1985 gegründet, um die grafischen Fähigkeiten der Lisp-Maschinen für Computeranimation zu nutzen. Unter anderem war die 3600 die erste Workstation mit HDTV-Funktionalität. Symbolics Lisp-Maschinen wurden unter anderem in Star Trek III: Auf der Suche nach Mr. Spock verwendet, um die Bildschirme auf der Brücke anzusteuern; unter anderem, weil die Bildschirmfrequenz mit den Kameras synchronisiert werden konnte. Symbolics veröffentlichte mehrere computeranimierte Kurzfilme, darunter Stanley and Stella in: Breaking the Ice (1987). Die Graphics Division wurde 1991 an Nichimen Graphics verkauft. Aber 1993 wurde eine Symbolics benutzt, um den Schwertwal in Free Willy – Ruf der Freiheit zu modellieren. Die Symbolics Grafiksoftware (S-Graphics Software Suite) wurde bei Nichimen für den PC portiert und wird bis heute unter dem Namen Mirai verkauft.

## Trivia
Die Firmen-Domain symbolics.com gilt als älteste registrierte .com-Domain des Internets. Sie wurde am 15. März 1985 registriert und 2009 an einen Domainhändler verkauft.